# Basalkörper
Der Basalkörper ist der Raum im Cytoplasma, der noch vollständig von der Geißel eines Einzellers (z. B. Euglena) ausgefüllt wird und dient als Austrittspunkt für diese. Er dient als Verankerungsstelle einer Cilie oder Geißel.
Der Basalkörper ist ähnlich wie ein eukaryotisches Zentriol gebaut und fungiert als MTOC (microtubule organizing center). Daher ist er zusammen mit axonemalem Dynein für den Geißel-/Cilienschlag verantwortlich.